# جينيفر هينيسي
جينيفر هينيسي (بالإنجليزية: Jennifer Hennessy)‏ هي ممثلة بريطانية، ولدت في 1970 في ستوكبورت في المملكة المتحدة.

## وصلات خارجية
- جينيفر هينيسي على موقع IMDb (الإنجليزية)
- جينيفر هينيسي على موقع ألو سيني (الفرنسية)
- جينيفر هينيسي على موقع قاعدة بيانات الفيلم (الإنجليزية)
- جينيفر هينيسي على موقع كينوبويسك (الروسية)